# Smíšená ekonomika
Smíšená ekonomika je takový ekonomický systém, ve kterém se objevují prvky tržní i plánované ekonomiky. V praxi to obvykle znamená takovou ekonomiku, v níž stát vymezuje mantinely, ve kterých se musí tržní aktéři pohybovat. V některých případech může být stát monopolním vlastníkem celého odvětví.
Ekonomiky všech dnešních států bychom mohli označit za smíšené s rozdílným vlivem státu (tj. centrálního plánu) na chod ekonomiky. Nejvyšší vliv centrálního plánování můžeme pozorovat v KLDR, na Kubě nebo v Zimbabwe. Naopak menší vliv státu najdeme v Singapuru, Hongkongu či na Novém Zélandu. Relativně dobrou aproximací míry vlivu státu na chod ekonomiky je podíl státních výdajů na celkový hrubý domácí produkt. V Česku se v současnosti pohybuje toto číslo okolo 40 %.
Všechny nejznámější ekonomické systémy jsou vlastně smíšené ekonomiky s rozdílným podílem tržní a plánované ekonomiky. V kapitalismu převládá volný trh, zatímco v socialismu a komunismu státní plánování.
Opakem smíšené ekonomiky by mohl být anarchokapitalismus, ve kterém probíhají všechny ekonomické transakce bez přítomnosti státu či komunismus, ve kterém naopak všechny transakce podléhají centrálnímu plánu.

## Smíšená ekonomika v ČR
V České republice podléhají regulaci státu všechna ekonomická odvětví. Nejregulovanějšími sektory jsou školství, zdravotnictví či sociální zabezpečení, které stát přímo poskytuje a financuje z daní. Ve většině ostatních odvětví sice stát povoluje soukromé podnikání, ale konkrétní činnosti firem či podnikatelů přísně vymezuje.